# 吉林铁路分局
吉林铁路分局，是铁道部沈阳鐵路局下属的一家铁路分局，管辖范围基本在吉林市。正线长度934km（不含图们铁路分局）。

## 历史
1949年12月1日，成立吉林铁路分局，隶属于吉林铁路管理局。设人事、总务、经理、材料、车务、机务、工务、电务等科，定员212人。1953年7月改为吉林铁路运输分局，只负责行车组织、装卸车、客货运、给水给煤等；机务、工务、车辆、电务、建筑等段由铁路局各业务处直属。1956年1月恢复吉林铁路分局，并下辖各业务段。
1958年1月1日，撤销吉林铁路分局，设立吉林车务段与新站车务段。1959年1月1日成立吉林铁路办事处，负责原分局的调度指挥与各业务段组织协调。1964年4月1日，撤销吉林铁路办事处，恢复吉林铁路分局，“主管运输、协管其他”，即主管车站、列车段，协管机务、车辆、工务、电务等段。1965年，扩大了分局权限，对各业务段全面主管。1968年10月，成立分局民兵师。

## 分局界
- 长图铁路长春东站-龙泉站5.5km，与长春铁路分局为界；
- 长图铁路太平岭站-敦化站332.5km，与图们铁路分局为界；
- 沈吉铁路团林站-靠山屯站279km，与通化铁路分局为界；
- 拉滨铁路五常站-杜家站120.9km，与哈尔滨铁路分局为界；

## 组织机构
- 办公室
- 总工程师室
- 安全监察室
- 运输科（调度所）
- 货运科
- 客运科
- 机务科
- 车辆科
- 工务科
- 电务科
- 房产科
- 审计科
- 计划统计科（环保办）
- 财务科
- 人事科
- 劳动工资科
- 职工教育科
- 卫生科（计划生育办、爱卫办）
- 物资科
- 管理办
- 人防办
- 集体企业管理办
- 收入检查室
- 劳动定额组
- 基建办（工程质量监督站）
- 设计室
- 装卸设备站
- 装卸管理科
- 电子计算所
- 土地林业管理办
- 教育办
- 职工学校
- 电大函授辅导站
- 经营科
- 工会
- 电力试验所
- 档案室
- 化验所
- 计量试验管理所
- 吉林站
- 蛟河站
- 龙潭山站
- 棋盘站
- 哈达湾站
- 吉林西站
- 舒兰车务段
- 九台车务段
- 蛟河车务段
- 花点车务段
- 龙潭山车务段
- 烟筒山车务段
- 吉林列车段
- 吉林机车段
- 新站机车段
- 吉林水电段
- 吉林车辆段
- 龙潭山车辆段
- 吉林工务段
- 新站工务段
- 舒兰工务段
- 桦甸工务段
- 吉林线路大修段
- 敦化线路大修段
- 吉林电务段
- 新站电务段
- 烟筒山电务段
- 吉林通信段
- 吉林建筑工程段
- 吉林铁路中心医院
- 吉林铁路中心防疫站
- 丰满铁路疗养院
- 土们岭铁路疗养院
- 吉林职工生活服务公司
- 吉林勘测设计公司
- 吉林铁路运输技校
- 吉林车轮厂